# Lípa v Kamenné Horce
Lípa srdčitá v Kamenné Horce byl památný strom, který stál u domu č. p. 42.
Při silném poryvu větru došlo k rozlomení koruny stromu a zůstalo stát pouze tozro tvořené 2,5 m vysokým pahýlem a větší větví. Proto bylo dne 11. října 1995 vydáno rozhodnutí o zrušení ochrany památného stromu. Později bylo torzo stromu poraženo.

## Základní údaje
- výška: 27 m
- obvod: 612 cm [2] / 596 cm [3][4]
- věk: asi 700 let [5] / přes 300 let[3] / 300 let[4]